# Сік товстої кишки
Сік то́встої кишки — секрет товстої кишки, який має лужну реакцію (pH 8,5—9,0). З ферментів в невеликій кількості присутні пептидази, амілаза, ліпаза тощо. Найбільше проявляється активність лужної фосфатази, хоча порівняно з тонкою кишкою її концентрація в 15-20 разів нижча.